# Дианда, Умберто
Умбе́рто Диа́нда (итал. Umberto Dianda; 1916—1940) — итальянский танкист, участник Второй мировой войны. Кавалер высшей награды Италии за подвиг на поле боя — золотой медали «За воинскую доблесть» (1940).

## Биография
Родился 12 апреля 1916 года в коммуне Лукка, Королевство Италия.
Механик-водитель танка M11/39 4-го танкового полка (группа Малетти) сержант Умберто Дианда отличился в ходе Египетской операции итальянских войск в районе Алам Абу Хилат (Северная Африка).
19 ноября 1940 года для подтверждения данных авиаразведки к Бир-Эмба были направлены две танковые колонны M11/39, которые были атакованы превосходящими силами англичан в районе Алам Абу Хилат и уничтожены. После попадания снаряда в танк, убившего двух других членов его экипажа и ранившего его в шею, руки и ноги, сержант Умберто Дианда продолжал вести танк и вести стрельбу из пистолета, пока не потерял сознание из-за потери крови. 21 ноября остатки разведгруппы вернулись в расположение главных сил 4-го танкового полка.
Из представления к награде:

Pilota di un carro armato M/11, durante aspro combattimento con forze corazzate avversarie cinque volte più numerose, manovrava con intelligente spirito di iniziativa e con sovrano coraggio il suo carro spostandosi dall’uno all’altro dei settori più battuti dal nemico, cui infliggeva sensibili perdite. Serenamente votato alla morte, avendo piena coscienza della necessità di sostenere l’urto nemico, per evitare il crollo di tutto il nostro dispositivo e l’annientamento dei reparti appiedati, opponeva alla materiale superiorità avversaria tanto impeto e tanta decisione da frenare lo slancio dei carri inglesi che tentavano di sfondare la nostra linea. Gravemente ferito alla testa, alla gola, ad un braccio e ad una gamba, da un colpo di cannone che uccideva gli altri due uomini dell’equipaggio, non desisteva dal combattere, alternando il pilotaggio al fuoco, per effettuare il quale doveva fermare il carro e spostarsi fino al cannone rimovendo i corpi esanimi che ingombravano il limitatissimo spazio. Malgrado la perdita di sangue, che sgorgava copioso dalle ferite, persisteva nel titanico sforzo. Colpito il carro da altre tre cannonate che miracolosamente risparmiavano il motore ed egli stesso straziato da nuove schegge, riusciva con supremo sforzo di volontà a portarsi nelle nostre linee e abbandonava le leve di pilotaggio solo davanti al posto di medicazione. Credendo che gli altri componenti dell’equipaggio fossero svenuti, ma ancora vivi, esortava i medici a non preoccuparsi di lui e a medicare i suoi compagni. Esempio di incomparabile abnegazione, di sublime eroismo.
Alam Abu Hileiuat (Africa Settentrionale), 19 novembre 1940.

Вместе с сержантом Умберто Дианда в этом же бою отличились лейтенант Джузеппе Локателли и младший лейтенант Лео Тодескини.

## Награды
- Золотая медаль «За воинскую доблесть» (1940)

## Память
В его честь названа одна из улиц Лукка.